# Mariolaemus misellus
Mariolaemus misellus is een keversoort uit de familie dwergschorskevers (Laemophloeidae). De wetenschappelijke naam van de soort werd in 1889 gepubliceerd door Antoine Henri Grouvelle.